# Mirela Brekalo
Mirela Brekalo (* 6. Februar 1956 in Zagreb, Jugoslawien) ist eine kroatische Schauspielerin.

## Leben
Brekalo sammelte erste Erfahrungen am Theater in ihrer Heimatstadt Zagreb. Nach ihrem Schauspielstudium in der kroatischen Hauptstadt Zagreb bekam sie die ersten Rollen, u. a. „Živi bili pa vidjeli“ unter der Regie von Milivoj Puhlovski.

## Filmografie (Auswahl)
- 1979: Lebt, und ihr werdet sehen (Živi bili pa vidjeli)
- 1989: Leo und Brigitta
- 2004: Duga mračna noć
- 2008: Kino Lika
- 2009: Neke druge priče
- 2011: Vikend
- 2011: Kotlovina

### Fernsehserien
- 2000–2002: Naši i vaši
- 2006: Bibin svijet
- 2007: Kazalište u kući
- 2008: Mamutica
- 2008: Zakon ljubavi
- 2011–2013: Ruža vjetrova